# Березник (муніципальне утворення «Шадреньгське»)
Березник (рос. Березник) — присілок в Вельському районі Архангельської області Російської Федерації.
Населення становить 59 осіб. Входить до складу муніципального утворення Шадреньгське муніципальне утворення.

## Історія
Від 1937 року належить до Архангельської області.
Від 2004 року належить до муніципального утворення Шадреньгське муніципальне утворення.

## Населення
| 2002 | 2010 | 2012 | 2014 |
| ---- | ---- | ---- | ---- |
| 44   | ↗53  | ↗76  | ↘59  |